# Apple IIGS
O Apple IIGS, quinto modelo dos microcomputadores Apple II, foi o membro mais poderoso desta série produzida pela Apple Computer. Na época do seu lançamento, apresentava gráficos coloridos surpreendentes (com até 4096 cores) e som estéreo em 16 vozes, numa resposta voltada aos concorrentes diretos, Amiga 1000 e Atari 520ST. O "GS" refere-se justamente às suas capacidades avançadas de gráficos e som, que ultrapassaram tudo o que já havia sido feito anteriormente na série Apple II (e mesmo no Macintosh monocromático).
A máquina representou uma mudança radical em relação aos Apple II anteriores, com uma verdadeira arquitetura de 16 bits, velocidade de processamento aumentada, acesso direto a megabytes de memória RAM, placa de som embutida, GUI e mouse. Embora ainda totalmente compatível reversamente com os modelos anteriores da série, misturava características do Apple II e do Macintosh numa só máquina. O Apple IIGS representou um vislumbre dum futuro promissor para a linha Apple II, mas a Apple não lhe deu a devida atenção, visto que os interesses da empresa estavam cada vez mais direcionados para a plataforma Macintosh.
O Apple IIGS foi o primeiro computador fabricado pela Apple a usar uma GUI colorida, bem como o esquema de cores "Platinum" (cinza claro) e a interface Apple Desktop Bus para teclados, mouse e outros dispositivos de entrada. Foi também o primeiro computador pessoal a apresentar um chip sintetizador com "wavetable" embutida, utilizando tecnologia licenciada pela Ensoniq (o que lhe valeu um processo judicial movido pela Apple Records dos Beatles). Durante seu primeiro ano de produção, as vendas da máquina ultrapassaram as de todos os outros modelos da Apple, inclusive do Macintosh.

## Especificações técnicas

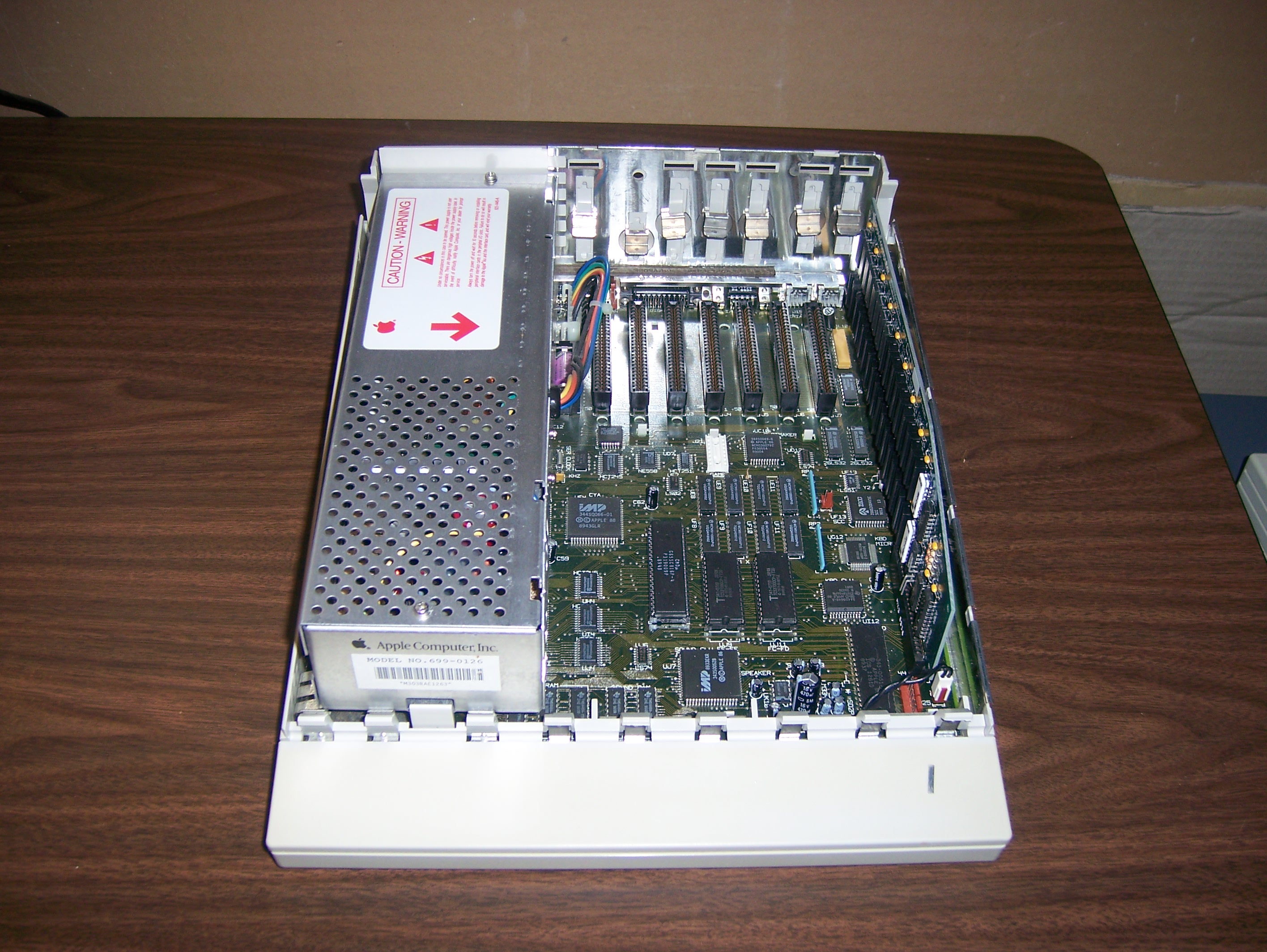
Gabinete do IIGS aberto. A fonte de alimentação é vista à esquerda.

| UCP           | 65C816 em 2,8 MHz |
| RAM           | 256 KiB ou 1 MiB (base) — 8 MiB (máxima) |
| ROM           | 128 KiB ou 256 KiB |
| Teclado       | destacado, 80 teclas, com teclado numérico reduzido e teclas de cursor |
| Gráficos      | texto: 40x24 ou 80x24 linhas; gráficos: 40x48 (16 cores) / 80x48 (16 cores) / 280x192 (6 cores) / 140x192 (16 cores) / 560x192 (16 cores) / 320 x 200 (até 3200 cores) / 640 x 200 (até 800 cores)          |
| Som           | Ensoniq 5503 Digital Oscillator Chip, 8 bits, 16 vozes (estéreo), "wavetable" |
| Periféricos   | sete slots padrão Apple II de 50 pinos, 1 slot de expansão de memória IIGS, monitor de vídeo, joystick/mouse, monitor RGB, acionador de disco, 2 portas RS232C, saída de áudio, conector Apple Desktop Bus. |
| Armazenamento | 1 drive de 3" 1/2, 800 KiB. |